# Orit Noked
Orit Noked (hebrejsky: אורית נוקד, narozena 25. října 1952, Jeruzalém) je izraelská politička a bývalá poslankyně Knesetu za stranu Acma'ut (dříve Stranu práce). V letech 2011 až 2013 byla ministryní zemědělství v izraelské vládě. Předtím působila coby náměstkyně ministra průmyslu, obchodu a práce.

## Biografie
Narodila se v roce 1952 v Jeruzalémě a později vystudovala práva. V roce 1986 se stala právní poradkyní kibucového hnutí a toto zaměstnání zastávala až do roku 1992. V letech 1996 až 2002 byla ředitelkou právního oddělení hnutí. Zároveň byla členkou ředitelství Židovského národního fondu, sekretariátu Zemědělského sdružení, Národní rady pro kvalitu životního prostřední a rady Izraelské pozemkové správy.
Ve volbách v roce 1999 byla kandidátkou Strany práce v rámci aliance Jeden Izrael. Díky svému umístění se poslankyní po volbách nestala, v srpnu 2002 však nahradila bývalého ministra zahraničí Šlomo Ben Amiho a získala poslanecký mandát. Ten si udržela i po volbách v roce 2003 a od ledna do listopadu 2005 krátce působila jako náměstek ministra vicepremiéra pod Šimonem Peresem. Před volbami v roce 2006 získala 17. místo na kandidátní listině Strany práce (místo rezervované pro členy kibuců; Noked žije v kibucu Šefajim). Strana ve volbách získala 19 poslaneckých mandátů, čímž se opět stala poslankyní a zároveň členkou vlivného finančního výboru. Svůj poslanecký mandát si udržela i po volbách v roce 2009. V roce 2011 přestoupila do strany Acma'ut.
Je vdaná a má tři děti.